# Ronald Reagan Presidential Library
De Ronald Reagan Presidential Library is een presidentiële bibliotheek gewijd aan de 40e president van de Verenigde Staten, Ronald Reagan. De bibliotheek met museum bevindt zich in Simi Valley, Californië en is geopend in 1991. 
Het complex omvat onder andere: 
- een permanente tentoonstelling over het leven van de president
- tijdelijke tentoonstellingen
- Boeing 707 Air Force One, in gebruik van 1972 tot 2001
- graf van Ronald Reagan en zijn vrouw Nancy
- replica van het Oval Office

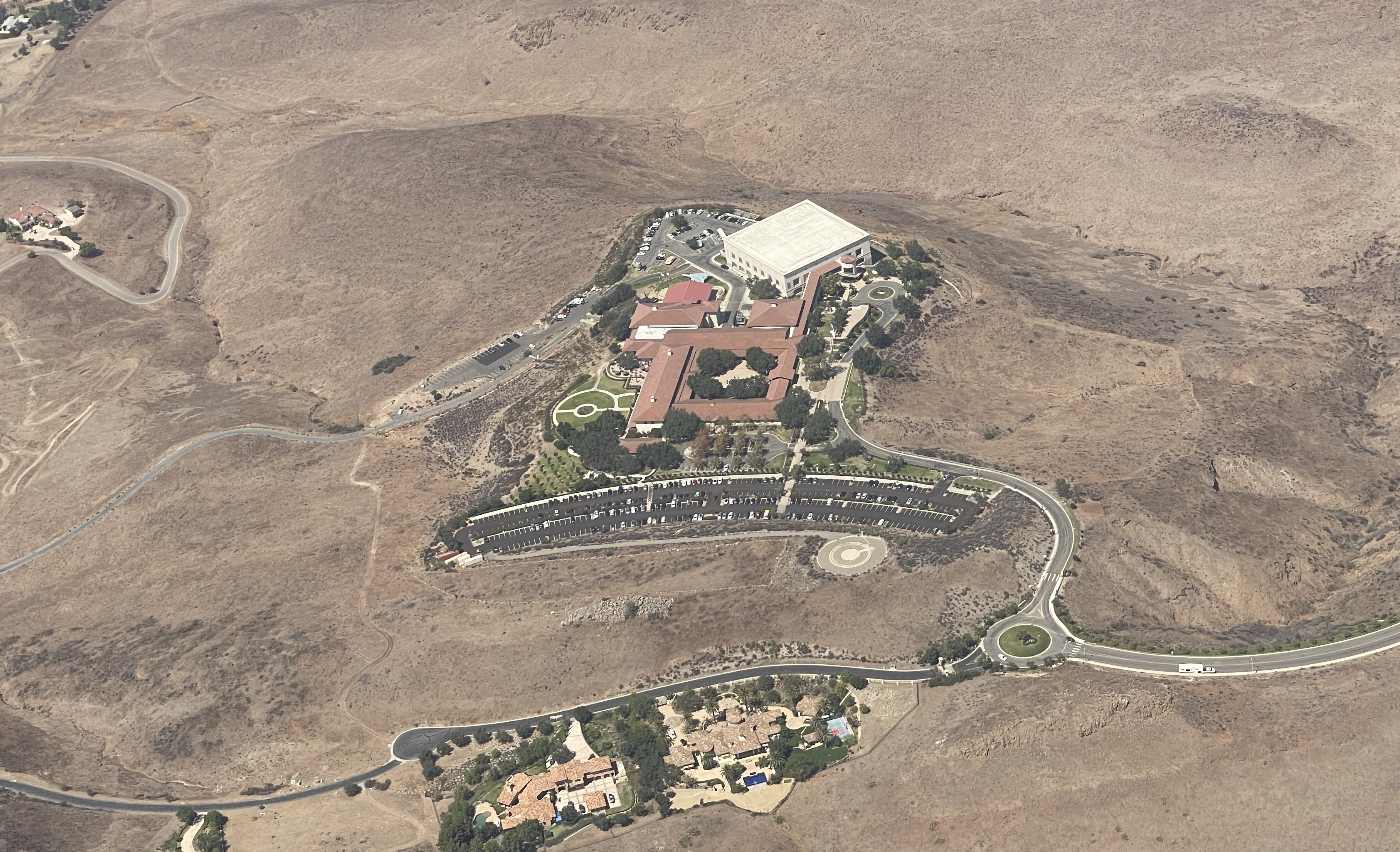
Luchtfoto van de Ronald Reagan Presidential Library in Simi Valley, Californië.
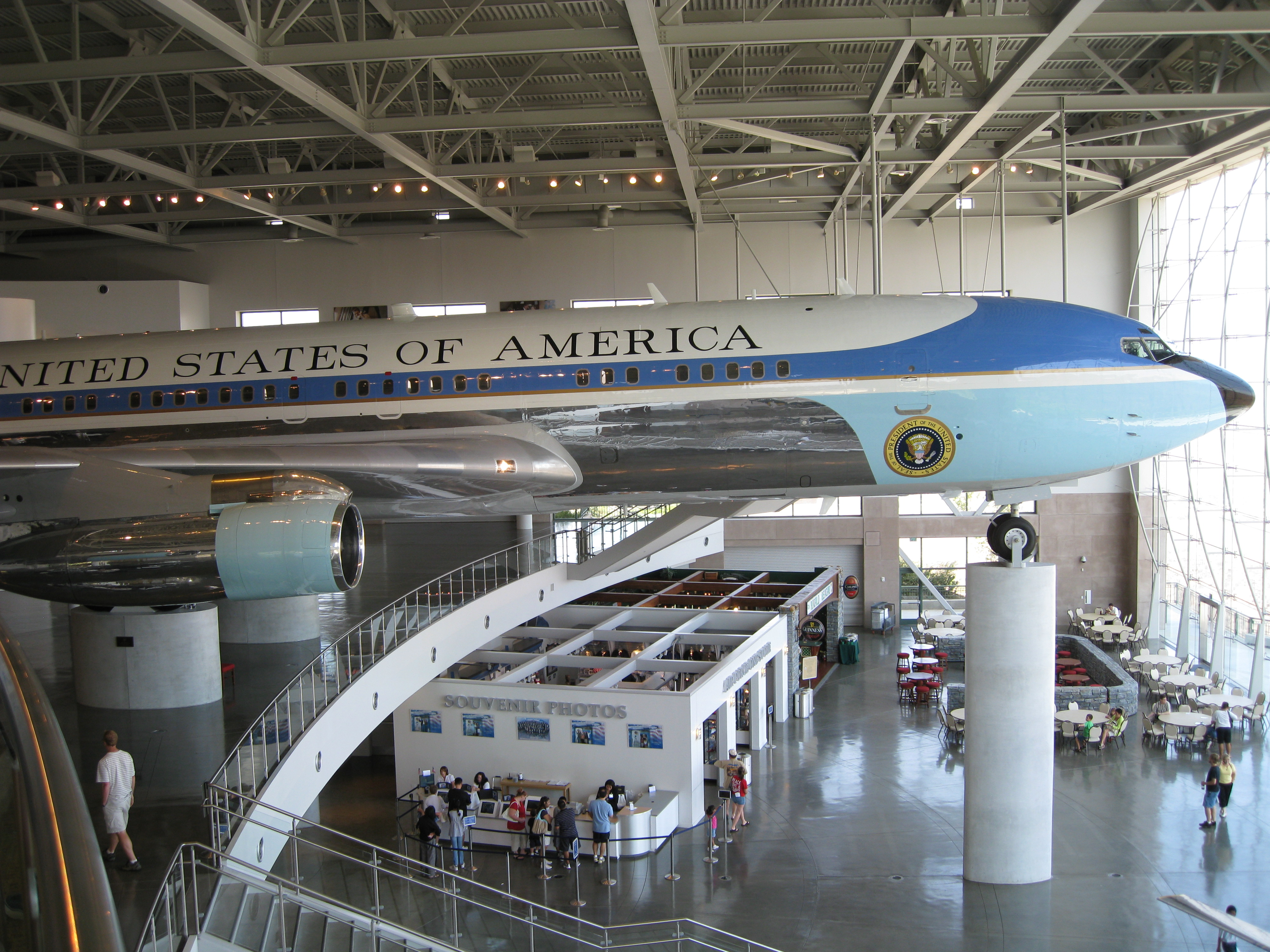
Air Force One
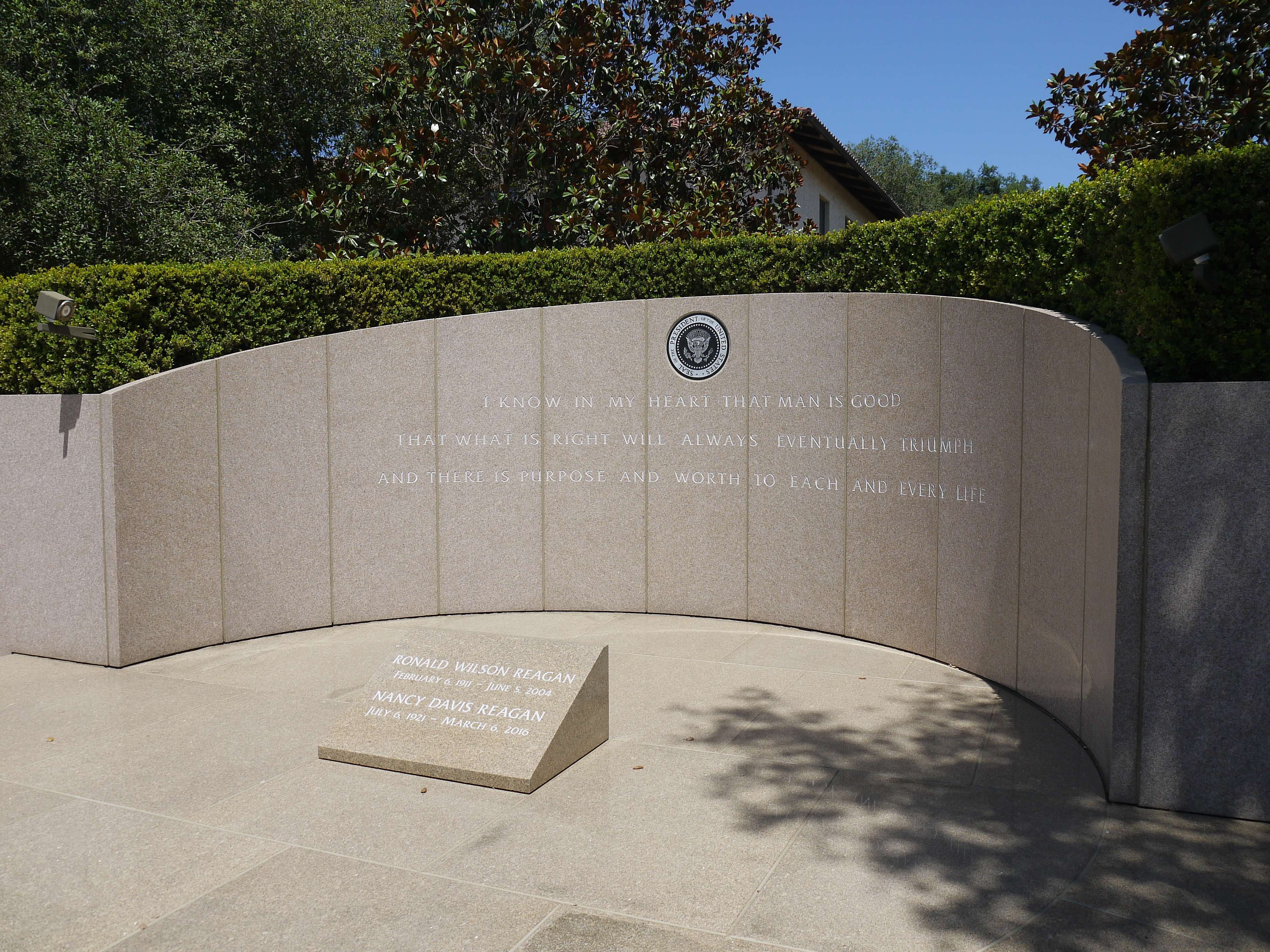
Graf van Ronald en Nancy Reagan